# Côte d'Albâtre (traghetto)
Il Côte d'Albâtre è un traghetto appartenente alla compagnia di navigazione Transmanche Ferries ed in noleggio a lungo termine alla DFDS. 

## Servizio
Varato e battezzato il 22 luglio 2005 nel cantiere navale Hijos de J. Barreras con il nome di Côte d'Albâtre e consegnato il 16 febbraio 2006 alla Transmanche Ferries, prende servizio il 6 marzo nei collegamenti tra Dieppe e Newhaven.
Il 5 dicembre 2007 viene trasferito sotto la gestione dell'LD Lines, continuando ad operare sulla stessa rotta.
Dal 12 febbraio al 29 giugno 2009 opera nei collegamenti tra Dieppe, Dover e Boulogne. Il giorno stesso viene trasferito nei collegamenti tra Dover e Boulogne.
Dal 3 luglio al 12 agosto 2009 opera nei collegamenti tra Dieppe e Newhaven. Il giorno successivo viene disarmato a Dunkerque.
Il 13 settembre 2009 prende servizio nei collegamenti tra Le Havre e Portsmouth.
Dal 5 al 29 gennaio 2011 opera nei collegamenti tra Dieppe e Newhaven.
Il 2 maggio 2011 viene disarmato a Le Havre e successivamente trasferito a Dieppe.
Dal 27 dicembre 2012 al 1º maggio 2013 opera nei collegamenti tra Dieppe e Newhaven.
Nel giugno del 2013 viene di nuovo noleggiato alla DFDS, continuando ad operare sulla stessa rotta, dove opera tutt'oggi in coppia con il gemello Seven Sisters.

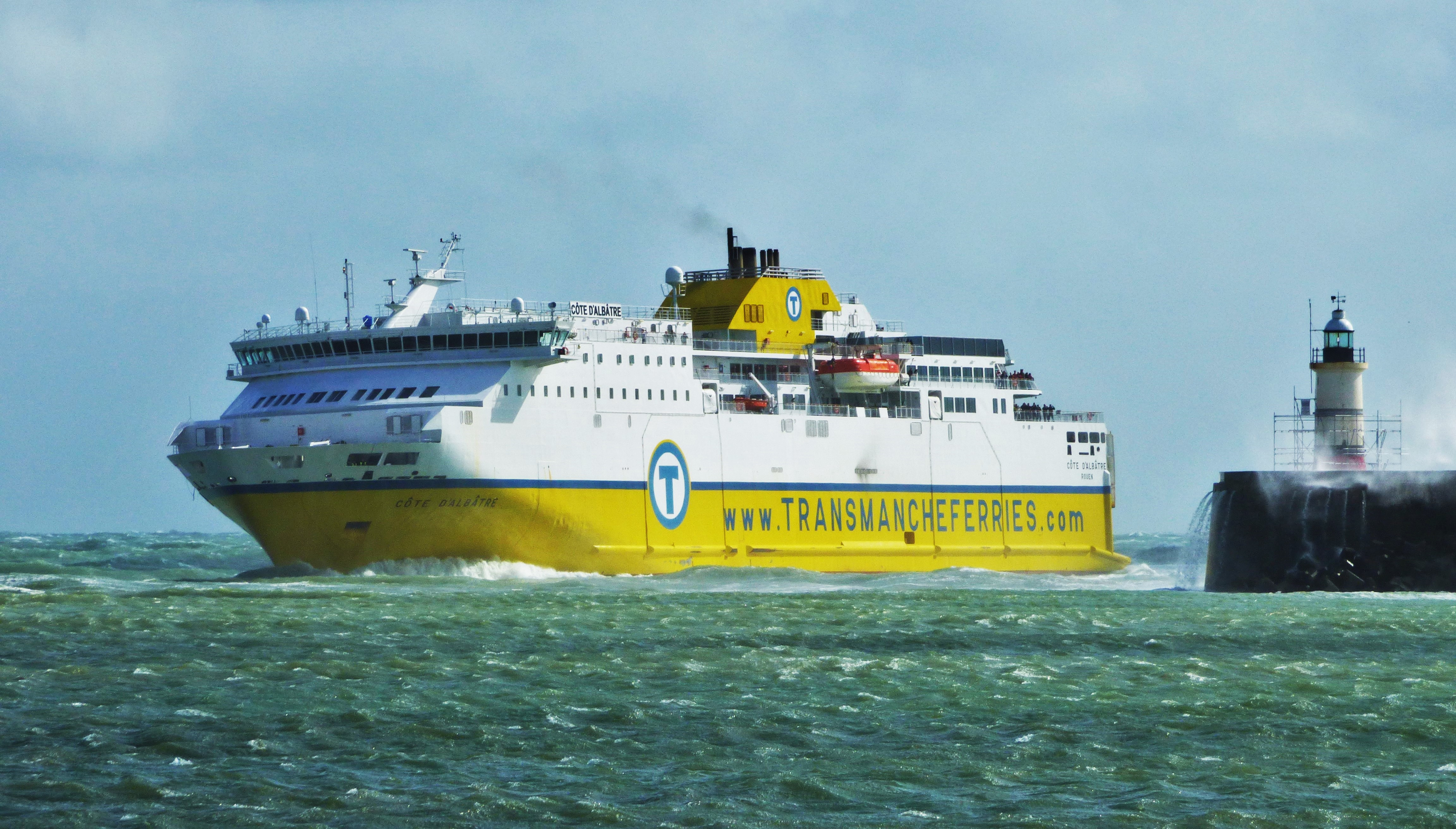
Il Côte d'Albâtre in arrivo a Newhaven nel 2015.

Il 14 dicembre 2019 entra in collisione con la banchina di Newhaven a causa delle condizioni meteo avverse.
Dal 16 ottobre all'11 dicembre 2020 viene sottoposto a lavori di manutenzione ordinaria in cantiere ad Odense, durante i quali vengono installati gli scrubber al fumaiolo.

## Navi gemelle
- Seven Sisters
- Volcán de Tamasite
- Volcán de Timanfaya